# Hartmut Fröschle
Hartmut Fröschle, auch Froeschle, (* 29. April 1937 in Leipzig) ist ein deutsch-kanadischer Germanist.

## Leben
Hartmut Fröschle studierte Germanistik, Romanistik und Anglistik in Tübingen, München; Paris und London. 1970 wurde er in München mit einer Arbeit über Ludwig Uhland promoviert. Seit 1966 war er Dozent, ab 1969 Assistenzprofessor, ab 1974 außerordentlicher Professor, ab 1982 war er ordentlicher Professor für Deutsche Sprache und Literatur am St. Michael’s College der Universität Toronto. 1996 wurde er emeritiert und siedelte nach Stuttgart um. Fröschle hatte Gastprofessuren an der Humboldt-Universität Berlin (1993), der Universität Minsk (1998/1999), der Universität Saratow (2000–2002) und der Universität Kaliningrad (2003) inne. Er lehrte seit 2008 Literaturwissenschaften an der Gustav-Siewerth-Akademie in Weilheim-Bierbronnen.

## Wirken
Hartmut Fröschle war 1973 Gründungspräsident der German-Canadian Historical Association - Verband für deutschkanadische Geschichtsforschung in Toronto.
Fröschle gilt als Justinus-Kerner-Forscher und Förderer des Justinus-Kerner-Vereins und Frauen-Vereins Weinsberg und vor allem auch als Ludwig-Uhland-Forscher. Er war langjährig engagiert im Verein für Deutsche Kulturbeziehungen im Ausland (VDA). Er war (Mit-)Herausgeber des Deutsch-Kanadischen Jahrbuchs – German-Canadian Yearbook 1973-2005 mit 18 Bänden, für das er zahlreiche Artikel verfasste. 1981/1982 war er Mitherausgeber der Zeitschrift Beiträge zur schwäbischen Literatur- und Geistesgeschichte und von 1985 bis 1992 Herausgeber der nunmehr Suevica betitelten Zeitschrift.
Fröschle war zeitweise tätig in dem vom NPD-Funktionär Peter Dehoust 1976 in Coburg gegründeten Hilfskomitee Südliches Afrika, das sich u. a. mit der Förderung der deutschen Sprache und Kultur in Namibia befasste. Auch in Kanada zeigte er wenig Distanz zu ehemaligen Nationalsozialisten, selbst zu Spitzenkräften, wie seine Herausgebertätigkeit zeigt. Im Wintersemester 2008/09 referierte er vor der Marburger Burschenschaft Rheinfranken zum Thema Die europäischen Völker auf dem Weg in die multikulturelle Gesellschaft?.

## Schriften

### Als Verfasser
- Ludwig Uhland und die Romantik. Böhlau, Köln 1973, ISBN 3-41200-173-2 (Dissertation).
- William Berzy. Ein deutschkanadischer Pionier. In: Deutschkanadisches Jahrbuch - German-Canadian yearbook, Bd. 14. Toronto 1995, S. 53–63.
- Adler auf dem Ahornbaum. Studien zur Einwanderung, Siedlung, Kultur- und Literaturgeschichte der Deutschen in Kanada (= Deutschkanadische Schriften, Reihe B: Sachbücher, Bd. 7). Herausgegeben und eingeleitet von Lothar Zimmermann. Toronto 1997 (Aufsatzsammlung).
- Goethes Verhältnis zur Romantik. Königshausen & Neumann, Würzburg 2002, ISBN 3-8260-2298-X.
- Walter Bauers Tagebücher aus Frankreich und Russland. Zur interkulturellen Problematik der Literatur im Krieg. In: Deutschkanadisches Jahrbuch, Bd. 18. Mecklenburg (Ontario) 2005, S. 137–154.
- Walter Bauers kanadisches Tagebuch „Ein Jahr“. Ein interkulturelles Dokument. In: Deutschkanadisches Jahrbuch, Jg. 18. Mecklenburg (Ontario) 2005, S. 121–136.
- Die Deutschen in Brasilien einst und jetzt. Österreichische Landsmannschaft, Wien 2006, ISBN 3-90235-020-2.
- Nach der Zeit des Schweigens. Wolgadeutsche Autoren in rußlanddeutschen Anthologien. In: Jahrbuch für Internationale Germanistik, Bd. 2. Peter Lang, Frankfurt am Main 2006, ISSN 0449-5233, S. 81–103.
- Geschichte des deutschen Nationalbewußtseins, Landtverlag, Lüdinghausen/Neuruppin 2021, ISBN 9783948075941.

### Als Herausgeber
- Drei frühe deutschkanadische Dichter. Eugen Funcken, Heinrich Rembe, Emil Querner. German-Canadian Historical Association, Toronto 1978 (= Deutschkanadische Schriften, ReiheA: Belletristik, Bd. 1).
- Die Deutschen in Lateinamerika. Schicksal und Leistung. Erdmann, Tübingen 1979, ISBN 3-77110-293-6.
- zusammen mit Margot Buchholz: Beiträge zur schwäbischen Literatur- und Geistesgeschichte und Mitteilungen des Justinus-Kerner-Vereins und Frauenvereins Weinsberg, Band 1: Jubiläumsausgabe zum 75jährigen Bestehen des Justinus Kerner-Vereins 1905–1980. Weinsberg 1981, ISBN 3-88099-154-5.
- zusammen mit Lothar Zimmermann: German Canadiana. A bibliography = Deutschkanadische Bibliographie. Historical Society of Mecklenburg, Upper Canada, Toronto 1990 (= German Canadian yearbook, Deutschkanadisches Jahrbuch, Bd. 11) ISSN 0316-8603